# Issiaka Ouattara
Issiaka Ouattara, também conhecido como Wattao (nascido em 1967 em Doropo, na Costa do Marfim e falecido em 5 de janeiro de 2020 em Nova York, nos Estados Unidos), foi um coronel-mor costa-marfinense e ex-senhor da guerra das Forces Nouvelles, tendo sido um dos os principais intervenientes na crise político-militar na Costa do Marfim, de 2002 a 2011.
Antigo judoca de alto nível, esta figura controversa continuou a ser uma parte importante do sistema militar da Costa do Marfim de 2011 a 2014, antes de regressar à linha da frente em 2017, durante os motins.